# Valor pronóstico del oncogén K-ras en el cáncer colorrectal
El cáncer colorrectal (CRC) o cáncer de colon es una enfermedad caracterizada por una proliferación anormal de células en el colon, recto y apéndice. Se cree que su origen radica en la aparición de un pólipo adenomatoso en el colon que principalmente suelen ser benignos y que posteriormente adquieren características malignas. 
Los tumores pueden presentar metástasis las cuales son expansiones tumorales discontinuos respecto al tumor primario. Estas se producen por diseminación linfática o sanguínea o por siembra directa en cavidades y superficies corporales. Las metástasis ayudan a clasificar los tumores como benignos o malignos, ya que las neoplasias benignas no metastatizan. Pocos son las neoplasias que no metastatizan. Aproximadamente, el 30% de los pacientes recién diagnosticados de un tumor sólido, exceptuando los cánceres cutáneos no melanoma (Cáncer de piel) , presentan metástasis.
El CRC constituye la segunda neoplasia maligna más prevalente en los países desarrollados. Además, su incidencia se ha visto aumentada lentamente. Actualmente, se ha registrado un millón de pacientes diagnosticados de esta patología cada año a nivel mundial. Concretamente, en el año 2006 se diagnosticaron 412.900 casos de CRC y 207.400 muertes por esta enfermedad en Europa. Asimismo, supone la tercera causa de muerte debida a la presencia de tumor en ambos sexos en EEUU.
En cuanto a la etiología o patogenia del CRC se piensa que se producen como resultado de múltiples pasos secuenciales con la acumulación de alteraciones genéticas como por ejemplo, mutaciones, amplificación de los genes y cambios epigenéticos. La mutación del gen K-ras supone una importante alteración genética relacionadas con la patogenia del CRC. K-ras se encuadra dentro de la familia de genes Ras . Estos genes codifican una proteína G la cual está relacionada con el acoplamiento de señales de transducción de receptores de superficie. En este sentido es importante mencionar el receptor del factor de crecimiento epidérmico (EGFR) pues está incluido en procesos como angiogénesis, proliferación, migración y adhesión celular. Por este motivo, el tratamiento del CRC se ha centralizado en gran medida en la vía de señalización del factor de crecimiento epidérmico, de tal modo, que se utilizan anticuerpos monoclonales anti-ECFR como son Cetuximab y Panitumimab. Sin embargo, mutaciones en dicha vía de señalización suponen un problema con respecto a la eficacia de terapias destinadas a bloquear esta vía ya que se produce la activación de reguladores de la misma (K-ras). De este hecho, deriva la afirmación de que mutaciones del gen K-ras suponen un factor predictivo negativo de respuesta a la terapia con anti-EGFR en CRC.
No obstante, desde el punto de vista del valor pronóstico de las mutaciones del gen K-ras en pacientes con estadio limitado de CRC existe diversidad de opiniones. Algunos estudios prospectivos sugieren un valor pronóstico útil en pacientes con tal mutación y otros estudios establecen que dichas mutaciones no constituyen un factor pronóstico independiente para la supervivencia global (SG) de los pacientes con CRC no metastásico. Por otro lado, desde el punto de vista del valor pronóstico de las mutaciones del gen K-ras en pacientes con estadio avanzado de CRC no existen muchos trabajos que aborden tal tema. 
El objetivo del presente trabajo es determinar el valor pronóstico del oncogén K-ras en el cáncer colorrectal metastásico (CRCm), analizando una serie consecutiva de casos de una población con CRCm. Para ello, se recogieron una serie de variables consideradas de interés, por ser factores pronósticos de la enfermedad, para el estudio de una población de 84 pacientes (52 hombres y 32 mujeres). Entre ellas se encuentran: presencia o ausencia de mutación del gen K-ras (esta variable es estudiada mediante el procedimiento de reacción en cadena de la polimerasa en tiempo real (RT-PCR, PCR en tiempo real) para ver la presencia de mutaciones en los codones 12 y 13 del gen), localización de ésta, cirugía del tumor primario y de las metástasis, número de localizaciones metastásicas, estado general del paciente y niveles del antígeno carcinoembrionario presentes en el momento del diagnóstico, aplicación de quimioterapia o no, número de líneas y respuesta a ésta. 
Con la información obtenida se realizó una serie de análisis (análisis descriptivo o estadística descriptiva de las variables,método de Kaplan-Meier o estimador de Kaplan-Meier , Log Rank test http://en.wikipedia.org/wiki/Logrank_test y una regresión de Cox) y se calculó la supervivencia libre de progresión (SLP) y la supervivencia global (SG) de la enfermedad. 
Los resultados de dichos análisis concluyeron que los pacientes incluidos en este estudio presentan cierta asociación (p<0.005, Log Rank test) entre el estado mutacional del gen K-ras y la aparición de progresión del CRCm tras la primera línea de quimioterapia en los pacientes con mutación del gen. No obstante, no se ha podido establecer una relación evidente entre la alteración del gen K-ras y la SG de los pacientes ya que no se ha conseguido significación estadística suficiente (p=0.46, Log Rank test). Además, los resultados obtenidos tras emplear la regresión de Cox concluyeron que ninguna de las variables parece poseer un valor pronóstico en el CRCm, a pesar de que individualmente parecían determinar resultados prometedores.